# Meleageria
Meleageria là một chi bướm ngày thuộc họ Lycaenidae.